# 矢本悠馬
矢本 悠馬（やもと ゆうま、1990年8月31日 - ）は、日本の俳優。京都府出身。CHARACTER所属。

## 来歴
2003年、映画『ぼくんち』で子役としてデビュー。演技未経験であったが「やる気のない演技」が評価されて同作のオーディションに合格し、主人公の弟・一太役を務める。
中学入学直後にNHK連続テレビ小説『てるてる家族』の撮影を終えた後に芸能界の仕事を辞め、以降中学・高校時代は「ボーッと」生きていたという。高校に進学するつもりはなかったが、両親から「俳優の学校にでも行けば」と言われ、同じ中学からは一番の不良と矢本だけが推薦入試で受験をした。ただ、「じゃあ、行くか」レベルののりで決して乗り気ではなかった
専門学校卒業後、2011年より大人計画に研究生として参加。2012年に同研究生の青山祥子・井上尚・菅井菜穂とともに「劇団こまつな」を旗揚げする。
2015年、『ブスと野獣』（フジテレビ）で連続ドラマ初主演。2016年、ソニー・ミュージックアーティスツに移籍。
2023年12月31日、ソニー・ミュージックアーティスツを退社。2024年1月、株式会社CHARACTERを設立。

## エピソード

### 子供時代
京都で生まれた後、4歳から約1年間は父親の仕事の関係でアメリカのロサンゼルスで暮らした。その頃はおもちゃ屋のおじさんと簡単な英語を話しておもちゃを買うなどしていたらしいが、自分では全く記憶になく英語は話せない。ロサンゼルスにいた頃はテレビで放送されていたマーベル作品のアニメにハマった他、日本の特撮ヒーローものやアクション系のアニメなどを見ていた。当時の将来の夢は、「（マーベル作品の主人公の一人である）スパイダーマンになること」だった。
帰国後の小学生時代は、父親が借りてきたお笑い番組やコメディー系作品のビデオを見るようになった。これによりお笑いに興味を持ち、一時は「将来は漫才師になりたい」と思っていたという。この頃はコメディ以外では時々アクション映画も見ていたが、ドラマを見る習慣はなく俳優業には興味がなかった。

### 意図せず子役デビュー
小学6年生の時、母親からお化け屋敷に誘われて喜んで付いて行ったが、そこは映画『ぼくんち』のオーディション会場だった。騙されたことに怒ったままオーディションを受け、スタッフから渡された台詞をイライラしながら読んだ。また、最終オーディションでは共演者の観月ありさ、真木蔵人との台詞の読み合わせをする際、ポケットに手を突っ込んでタメ口で話したという。しかしこれらの行為がスタッフに印象的に映り、役のイメージにハマったことから合格した。
意図せずスクリーンデビューしたためその作品のみの出演で終わるはずだったが、中学1年生に上がる頃に自宅にかかってきた出演依頼の電話で親が勝手にOKを出した。これによりNHK連続テレビ小説『てるてる家族』に出演したが、親に「もう芸能の仕事は今後一切やらない！」と伝え、その後は学校生活を楽しんだ。

### 俳優業に復帰
高校卒業後の進路を考える頃、親から「何かしらの学校に行ってほしい。演劇の学校とかどう？」と勧められた。この時点でも俳優になる気はなかったが、他にやりたいことがなかったため2年制の俳優専門学校に進学。2年生の頃（21歳）、クラスメイトが『大人計画』のオーディションを受けると聞き、軽い気持ちで一緒に参加して合格して研究生となった。
合格直後は、お笑いを大事にする劇団に入れたことを少なからず喜んだ。しかし、座員たちの舞台稽古を初めて見学した際、“ただのお笑い好きの自分”と、“板の上で笑いを取るプロ”との差を目の当たりにして挫折を味わった。だが「せっかく俳優として一歩踏み出すチャンスをもらえたのに棒に振るのはもったいない」と考え直し、稽古場に通って見学を続けた。
専門学校卒業した年の4月、舞台『ウーマンリブシリーズ』に出演し、毎日先輩からダメ出しをされる内に「いつか見返してやりたい」という気持ちが芽生えた。様々なオーディションを重ねた結果、翌年にはドラマや映画（作品によってはメインキャストの一人として）色々と出演できるようになった。

## 人物
- 俳優の間宮祥太朗とはフジテレビ系土ドラ『水球ヤンキース』で共演して以来、お互い"矢本""間宮"と呼び合ってたが、飲み会をキッカケにお互い"悠馬""祥太朗"と呼び合ってる[10]。
- 2019年1月27日、一般女性との結婚、妻の妊娠を発表[11]。同年7月に第1子女児の誕生を発表[12]。

## 出演

### テレビドラマ
- 連続テレビ小説（NHK総合）
  - てるてる家族（2003年9月 - 2004年3月） - 佐藤浪利 役
  - 花子とアン（2014年3月 - 9月） - 徳丸武 役
    - 花子とアン スピンオフスペシャル「朝市の嫁さん」（2014年10月18日、NHK BSプレミアム）

  - 半分、青い。（2018年4月2日 - 9月29日、NHK総合） - 西園寺龍之介 役[13]、テレビドラマの男 役[14][15]

- 11人もいる! 第2話・7話（2011年10月18日・12月2日、テレビ朝日）
- 新春ワイド時代劇 白虎隊〜敗れざる者たち（2013年1月2日、テレビ東京） - 石山虎之助 役
- 空飛ぶ広報室 第1話（2013年4月14日、TBSテレビ）
- 未解決事件 file.03 尼崎殺人死体遺棄事件（2013年6月9日、NHK総合）
- たべるダケ 第6話（2013年8月16日、テレビ東京） - 富田 役
- 水球ヤンキース（2014年7月12日 - 9月20日、フジテレビ） - 宮口幸喜 役
- ごめんね青春!（2014年10月12日 - 12月21日、TBSテレビ） - 古井豊 役[16]
- フラガールと犬のチョコ（2015年3月11日、テレビ東京） - 大倉正夫 役
- ちゃんぽん食べたか 第1話・第2話・第4話 - 第6話（2015年5月30日・6月6日、6月20日 - 7月4日、NHK総合） - 中島弘道 役
- 永遠のぼくら sea side blue（2015年6月24日、日本テレビ） - 飯野奏介 役[17]
- となりの関くんとるみちゃんの事象（2015年7月26日、毎日放送） - おさむ 役
- ブスと野獣（2015年8月2日 - 9月19日、フジテレビ） - 主演・中田健太 役[18]
- 経世済民の男・第2部『小林一三〜夢とそろばん〜』（2015年9月5日・12日、NHK大阪） - 佐藤 役
- 世にも奇妙な物語 25周年記念!秋の2週連続SP 映画監督編「嘘が生まれた日」（2015年11月22日、フジテレビ） - 内田和也 役
- 相棒 season14 第8話（2015年12月9日、テレビ朝日） - 桜岡肇 役
- ヒガンバナ〜警視庁捜査七課〜 第1話（2016年1月13日、日本テレビ） - 大山正二 役
- 大岡越前3 第1話（2016年1月15日、NHK BSプレミアム） - 新助 役
- ゆとりですがなにか（2016年4月17日 - 6月19日、日本テレビ） - 中森 役
  - ゆとりですがなにか 純米吟醸純情編（2017年7月2日・9日）
- 深夜食堂（2016年、NETFLIX） - 白野 役
- 仰げば尊し（2016年7月17日 - 9月11日、TBSテレビ） - 古庄芳喜 役[19]
- IQ246〜華麗なる事件簿〜 第5話（2016年11月13日、TBSテレビ） - 番田要 役
- 大河ドラマ（NHK総合）
  - 真田丸 最終回（2016年12月18日） - 六郎 役
  - おんな城主 直虎 第12回 - 最終回（2017年3月26日 - 12月17日） - 中野直之 役
  - べらぼう〜蔦重栄華乃夢噺〜 第6回 -（2025年2月9日 - ） - 佐野政言 役[20]
- スーパーサラリーマン左江内氏 第6話（2017年7月、日本テレビ） - 爆弾事件の犯人 役
- 京都人の密かな愉しみ Blue 修業中 送る夏（2017年9月30日、NHK BSプレミアム） - 松原甚 役
  - 京都人の密かな愉しみ Blue 修業中 祝う春（2018年4月14日）
  - 京都人の密かな愉しみ Blue 修業中 祇園さんの来はる夏（2019年8月17日）
  - 京都人の密かな愉しみ Blue 修業中 燃える秋（2021年1月30日）
- 賭ケグルイ（2018年1月15日 - 3月19日、毎日放送・TBSテレビ） - 木渡潤 役[21]
  - 賭ケグルイ season2 最終話（2019年4月29日）
- NO MOVIE，NO LIFE 第一幕・最終幕（2018年2月10日、WOWOW） - 小田涼 役
- 三島由紀夫 命売ります 第5話（2018年2月10日、BSジャパン） ‐ 服部優太 役
- 名古屋行き最終列車2018 最終話（2018年3月19日、メ〜テレ） - 木下雄介 役
  - 名古屋行き最終列車2019 第2話（2019年1月21日） - 木下雄介 役
- コワイオハナシノクニ「おいてけぼり」（2018年8月15日、NHK Eテレ）[22]
- ルームロンダリング 第1話・2話 (2018年11月5日-26日、毎日放送)　- 山尾純也 役
- 今日から俺は!!（2018年10月14日 - 12月16日、日本テレビ） - 谷川安夫 役[23]
  - 金曜ロードSHOW!「映画公開記念!!今日から俺は!!スペシャル」（2020年7月17日）[24]
- フェイクニュース あるいはどこか遠くの戦争の話（2018年10月20日・27日、NHK総合） - 網島史人 役[25]
- この恋はツミなのか!? （2018年12月3日 - 24日、毎日放送）- 田崎わたる 役[26]
- トレース〜科捜研の男〜（2019年1月7日 - 3月18日、フジテレビ） - 猪瀬祐人 役[27]
- びしょ濡れ探偵 水野羽衣（2019年7月4日 - 9月19日、テレビ東京） - 水野淳之介 役[28]
- べしゃり暮らし（2019年7月27日 - 9月14日、テレビ朝日） - 子安蒼太 役[29]
- ニッポンノワール-刑事Yの反乱- 第6話 - 第8話（2019年11月17日 - 12月1日、日本テレビ） - 眞木光流 役[30]
- ワケあって火星に住みました〜エラバレシ4ニン〜 第4話（2020年2月15日、WOWOW） - 主演・大杉隼人 役[31]
- アメリカに負けなかった男〜バカヤロー総理 吉田茂〜（2020年2月24日、テレビ東京）- 麻生太賀吉 役[32]
- 福岡放送開局50周年スペシャルドラマ 「天国からのラブソング」（2020年3月15日・福岡放送 / 2020年3月20日・BS日テレ） - 轟木洋志 役[33]
- 70才、初めて産みますセブンティウイザン。（2020年4月5日 - 5月24日、NHK BSプレミアム） - 巻田タケシ 役[34]
- 40万キロかなたの恋 (2020年7月25日 - 8月15日、テレビ東京） - 三好涼介 役[35]
- 親バカ青春白書 第3話（2020年8月16日、日本テレビ） - ミス立青コンテスト司会者 役[36]
- 明治開化 新十郎探偵帖（2020年12月11日 - 2021年2月5日、NHK BSプレミアム・BS4K） - 泉山虎之介 役[37][38][39]
- 教場II（2021年1月3日・1月4日、フジテレビ） - 漆原透介 役[40]
- 東京地検の男（2021年3月24日、テレビ朝日） - 桐野圭太 役[41][42]
- SUPER RICH（2021年10月14日 - 12月23日、フジテレビ） - 東海林達也 役[43]
- 神木隆之介の撮休 第3話(2022年1月21、WOWOW） - 清原 役[44]
- 怖い絵本 season5「夜の神社の森のなか」（2022年3月28日、NHK Eテレ） - 出演と朗読[45]
- 定年オヤジ改造計画（2022年7月25日、NHK BSプレミアム、BS4K）- 庄司和弘 役[46][47]
- 六本木クラス（2022年7月7日 - 、テレビ朝日） - 桐野雄大 役[48]
- DORONJO / ドロンジョ（2022年10月7日 - 12月16日、WOWOW） - 飛悟（ボヤッキー） 役
- 祈りのカルテ 研修医の謎解き診察記録（2022年10月8日 - 12月17日、日本テレビ） - 冴木裕也 役[49][50]
- 大河ドラマが生まれた日（2023年2月4日、NHK総合） - 大江育間 役[51]
- となりのナースエイド（2024年1月10日 - 3月13日、日本テレビ） - 菊池相馬 役[52][53]
  - となりのナースエイドSP2025（2025年1月11日）[54]
- 舟を編む 〜私、辞書つくります〜（2024年2月18日 - 4月21日、NHK BS・BSプレミアム4K） - 宮本慎一郎 役[55]
- アリバイ崩し承りますスペシャル（2024年4月6日、テレビ朝日） - 朝倉正平 役[56]
- Destiny（2024年4月9日 - 6月4日、テレビ朝日） - 梅田祐希 役[57]
- イップス（2024年4月12日 - 6月21日、フジテレビ） - 樋口一之 役[58]
- ゴールデンカムイ -北海道刺青囚人争奪編-（2024年10月6日 - 12月1日、WOWOW） - 白石由竹 役[59][60]
- 相続探偵（2025年1月25日 - 3月29日、日本テレビ） - 朝永秀樹 役[61]
- 藤子・F・不二雄 SF短編ドラマ シーズン3「俺と俺と俺」（2025年3月25日、NHK BSプレミアム4K）[62]
- ちはやふる-めぐり-（2025年7月9日 - 、日本テレビ） - 西田優征 役[63]

### 映画
- ぼくんち（2003年） - 一太 役
- ミチずレ（2013年）
- 銀の匙 Silver Spoon（2013年） - 常盤恵次 役
- クローズEXPLODE（2014年） - 岩田五郎 役
- トワイライト ささらさや（2014年）
- ちはやふる 上の句・下の句（2016年）・結び（2018年） - 西田優征 役
- 破門 ふたりのヤクビョーガミ（2017年） - セツオ 役
- 君の膵臓をたべたい（2017年）- ガム君 役
- トリガール!（2017年） - 古沢 役[64]
- ポンチョに夜明けの風はらませて（2017年） - ジャンボ 役[65]
- 海辺の週刊大衆（2018年4月14日） - 僕（高校生） 役
- センセイ君主（2018年8月1日、東宝） - アオちん（中村葵）の彼氏 役[66]
- HURRY GO ROUND hide（2018年） - ナビゲーター
- SUNNY 強い気持ち・強い愛（2018年8月31日、東宝） - 梅の兄 役
- ノーマーク爆牌党（2018年10月27日、AMGエンタテイメント） - 主演・鉄壁保 役[67]
- レディ in ホワイト（2018年11月23日、太秦） - 猪瀬 役[68]
- 賭ケグルイ（2019年5月3日） - 木渡潤 役[69]
  - 映画 賭ケグルイ 絶体絶命ロシアンルーレット（2021年6月1日） - 木渡潤 役[70][71]
- アイネクライネナハトムジーク（2019年9月20日、ギャガ） - 織田一真 役[72]
- 屍人荘の殺人（2019年12月13日、東宝） - 重本充 役[73]
- 今日から俺は!!劇場版（2020年7月17日、東宝） - 谷川安夫 役[74]
- ぐらんぶる（2020年8月7日、ワーナー・ブラザース映画） - 山本真一郎 役
- 新解釈・三國志（2020年12月11日、東宝） - 黄蓋 役[75]
- 破戒（2022年7月8日、松竹） - 土屋銀之助 役[76]
- Gメン（2023年8月25日、東映） - 肝田茂樹 役[77][78]
- ゴールデンカムイ（2024年1月19日、東宝） - 白石由竹 役[79]
- 室井慎次 敗れざる者（2024年10月11日、東宝） - 乃木真守 役[80]
  - 室井慎次 生き続ける者（2024年11月15日、東宝） - 乃木真守 役[81]
- MIRRORLIAR FILMS Season7『Victims』（2025年5月9日、アップリンク） - 主演・昴 役[82][83]
- 愚か者の身分（2025年10月24日公開予定、THE SEVEN / ショーゲート） - 江川春翔（谷口ゆうと) 役[84]

### 配信ドラマ
- ダメ田十勇士（2015年、NHKどーがステーション） - 六郎 役
- 龍が如く 魂の詩。(2016年、ゲオチャンネル） - 浩一 役
- 山岸ですがなにか（2017年7月、Hulu） - 中森 役
- dTVオリジナルドラマ「銀魂2 -世にも奇妙な銀魂ちゃん-」（2018年、dTV） - 星野鉄郎 役
- 新解釈・三國志－異聞－（2020年12月12日 - 26日、Hulu） - 黄蓋 役[85]
- 雨に叫べば（2021年12月16日、Amazon Prime Video） - 樋口和人 役[86]
- エンジェルフライト 国際霊柩送還士（2023年3月17日、Amazon Prime Video） - 矢野雄也 役[87]
- ケンシロウによろしく（2023年9月22日 - 、DMM TV） - 中村ひろし 役[88]
- 幸せカナコの殺し屋生活（2025年2月28日、DMM TV） - 竹原カズオ 役[89]

### オーディオドラマ
- 旦那デスチャット（2021年12月27日 - 、AuDee / 2022年1月7日 - 、NUMA） - 寺田照夫 役[90]

### 舞台
- SAD SONG FOR UGLY DAUGHTER（2011年）
- ウェルカム・ヒラド（2012年）[9]
- 林 -はやし-（2014年、作・演出・出演）[9]
- アジアの女（2019年）
- ワケあって火星に住みました〜エラバレシ4ニン〜（2020年）[91]
- ミュージカル「モンティ・パイソンのSPAMALOT」（2021年）‐ パッツィ役
- 朗読劇リーガルシリーズ佐方貞人「検事の死命」（2025年公演予定）[92]
- キャッシュ・オン・デリバリー（2025年 - 2026年公演予定） - ノーマン・バセット 役[93]

### 広告
- ソニー・コンピュータエンタテインメント「PlayStation 3」（2011年） - グラフィック広告
- Cygames 三国志パズル大戦「偶然の出会い篇」、「ホームのライバル篇」（2014年3月29日 - 4月13日）[94][95]
- 日本コカ・コーラ ファンタ「お悩みスッキリ!ファンタTシャツ」篇（2015年6月23日 - ）[96]
- ツーカーホン関西 プリケー「雨宿り」篇
- キリンビール キリン ビターズ「後輩」篇
- コナミデジタルエンタテインメント 実況パワフルプロ野球 パワプロ2016「矢部」篇（2016年4月23日 - ）[97]
- WOWOW「目の前をおもしろく」篇（2016年）
- Supercell クラッシュ・ロワイヤル「待て待て作戦」篇、「下心はバレるな作戦」篇、「周りをカタめろ作戦」篇、「上手にアタック作戦」篇 （2017年8月1日 - ）[98]
- サントリー サントリー角瓶 角ハイボール「新顔」篇（2017年9月2日 - ）[99]
- あんしんFPパートナー 保険のビュッフェ「結婚式篇」（2017年10月9日 - ）[100]
- DeNA 逆転オセロニア「カフェでの待ち時間」篇（2018年8月 - ）[101]
- タイヤ館 タイヤ館ってどんなお店?「スタッドレスタイヤこそタイヤ館」篇、「スタッドレスタイヤを買うならタイヤ館」篇、「タイヤ選びでドライブ快適！」篇（2018年） - 眞島秀和と共演[102]
- JT 企業広告「想うた 仲間を想う」篇（2019年2月22日 - ）[103]
- 日経BP 日経ビジネス電子版「ビジネスの主人公」編（2019年3月9日 - ）[104]
- KINTO
  - 「買うよりお得、らしい。」シリーズ（2020年4月18日 - ）[105]
  - 「やっぱクルマいいな」シリーズ「やっぱクルマいいな 到着篇」（2021年5月17日 - ）[106]
- 花王 ｢サクセス24プレゼンツみんなで選ぶ投票式インスタドラマ 監督、西野。主演、僕。｣編（2020年）
- div テックキャンプ「未経験からプロのエンジニアへ」篇（2020年11月30日 - 12月18日） - 福岡県内、佐賀県の一部[107]
- 日本スポーツ振興センター 宝くじ「ジャンボ宝くじシリーズ」（2020年 - ） - 妻夫木聡、吉岡里帆、今田美桜、成田凌と共演
- 大林組 おおばや氏とぼく
  - 「出会い」篇（2021年4月1日 - ）[108]
  - 「宇宙エレベーター」篇（2021年7月1日 - ）[109]
  - 「未来の農業」篇（2021年10月2日 - ）[110]
  - 「浮く街」篇（2022年1月2日 - ）[111]
- ミクシィ モンスターストライク
  - 「地球にはモンストがある。/ティザー」篇（2021年3月31日 - ）[112] [113]
  - 「地球にはモンストがある。/呪術廻戦コラボ」篇（2021年5月2日 - ）[114]
  - 「地球にはモンストがある「アルバイト」篇（2021年7月5日 - ）[115]
  - 「地球にはモンストがある。/ダイの大冒険コラボ」篇（2021年7月15日 - ）[116]
  - 「地球にはモンストがある「8周年モンパカパーン！」篇（2021年10月4日 - ）[117]
  - 「地球にはモンストがある「福引」篇（2021年12月28日 - ）[118]
- NECパーソナルコンピュータ LAVIE「LAVIE言い過ぎ？」篇（2021年11月 - ）[119]
- 麒麟麦酒「キリン一番搾り生ビール」（2022年3月25日 - ） - 堤真一、八嶋智人、中条あやみと共演[120]
- 任天堂 - 今田美桜、岡崎紗絵、宮世琉弥と共演
  - 「スーパー マリオパーティ ジャンボリー」（2024年10月3日 - ）[121]
  - 「スーパー マリオパーティ ジャンボリー Nintendo Switch 2 Edition + ジャンボリーTV」（2025年5月29日 - ）[122]

### ミュージックビデオ
- 忘れらんねえよ「明日とかどうでもいい」（2017年10月16日）[123]
- Back number「怪獣のサイズ」（2023年8月4日）[124]